# Aptaun Records
Aptaun Records (читается Аптаун Рекордз) — польский звукозаписывающий лейбл, специализирующийся на рэпе и хип-хопе. Основан в 2007 году Томашом Гохньо (пол. Tomasz Gochnio), который одновременно является и владельцем компании.

## История
Лейбл был создан в 2007 году в Варшаве. Основное направление деятельности — хип-хоп. Выпуск альбомов осуществляется на CD и винилах. Помимо записи музыкальных композиций, «Aptaun Records» занимается продажей одежды. Распространение всей выпущенной продукции осуществляется при поддержке другой компании — «Firma Księgarska Jacek Olesiejuk», которая ранее специализировалась на продаже книг, но с 2009 года занимается и музыкой.
Наиболее успешными альбомами в истории лейбла стали «LOT 2011» рэпера Te-Tris, трек «Ile mogę?» из которого вошёл в список 120 важнейших треков польского хип-хопа по версии T-Mobile Music, альбом Pyskaty «Pasja» (5 место в первую неделю на официальном чарте Польши) и «Z miłości do gry» исполнителя Peerzet (9 место в первую неделю).
Лейбл имеет собственный канал «Aptaun TV» на You Tube, куда выкладываются выпущенные видеоклипы. По состоянию на июнь 2013 года границу в 1 млн просмотров преодолели только два клипа:  «Podstawowe Instrukcje» рэпера W.E.N.A. и «Od Zera» от Pyskaty.

## Артисты
В настоящее время на лейбле работают следующие артисты:
- Pyskaty;
- Tomiko;
- Siwers;
- W.E.N.A.;
- Proximite;
- Te-Tris;
- PeeRZet
- B.O.K

Ранее с лейблом сотрудничали исполнители Beeres и Żyt Toster.